# Lacul Ciric III

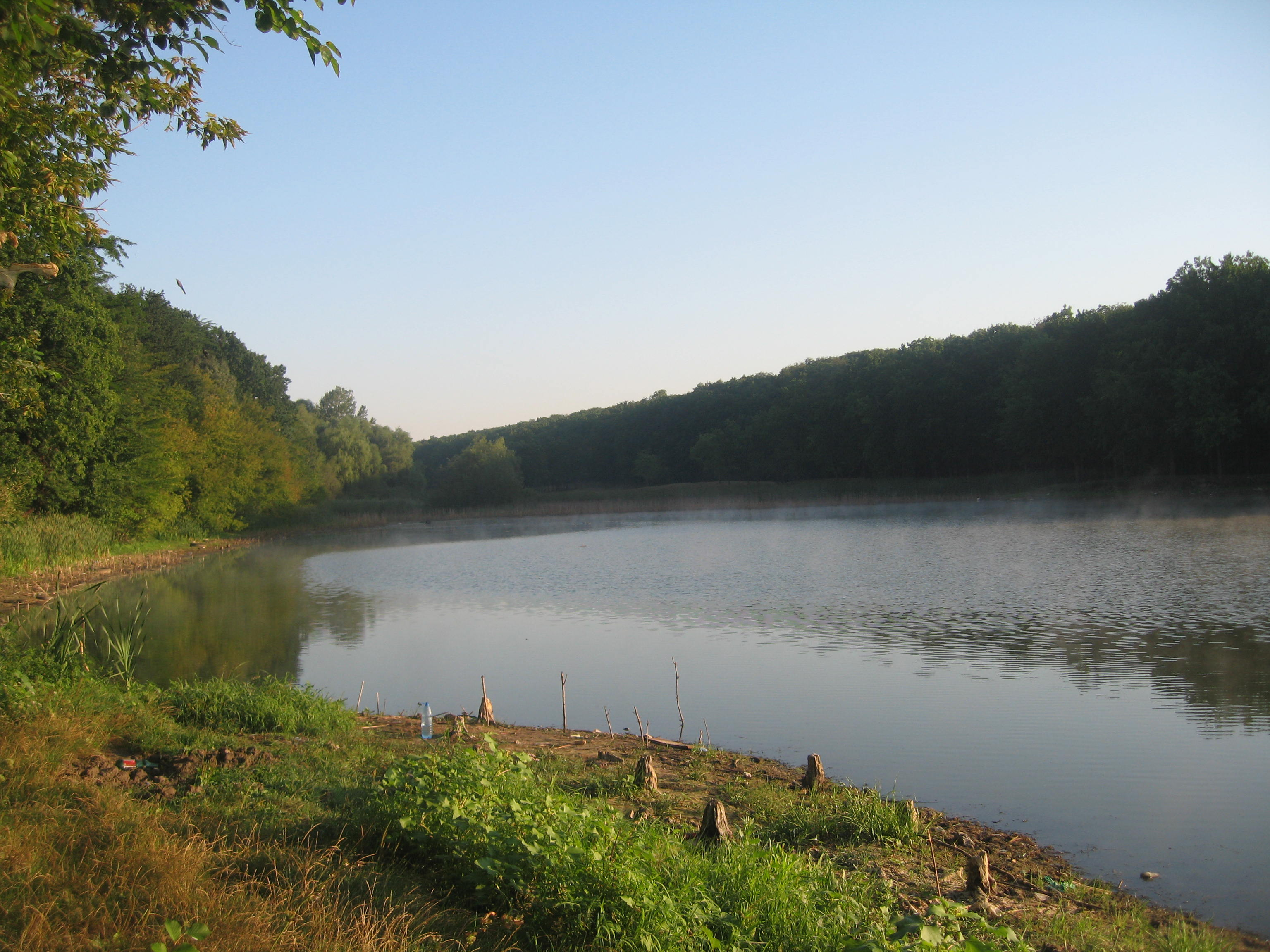
Lacul Ciric III

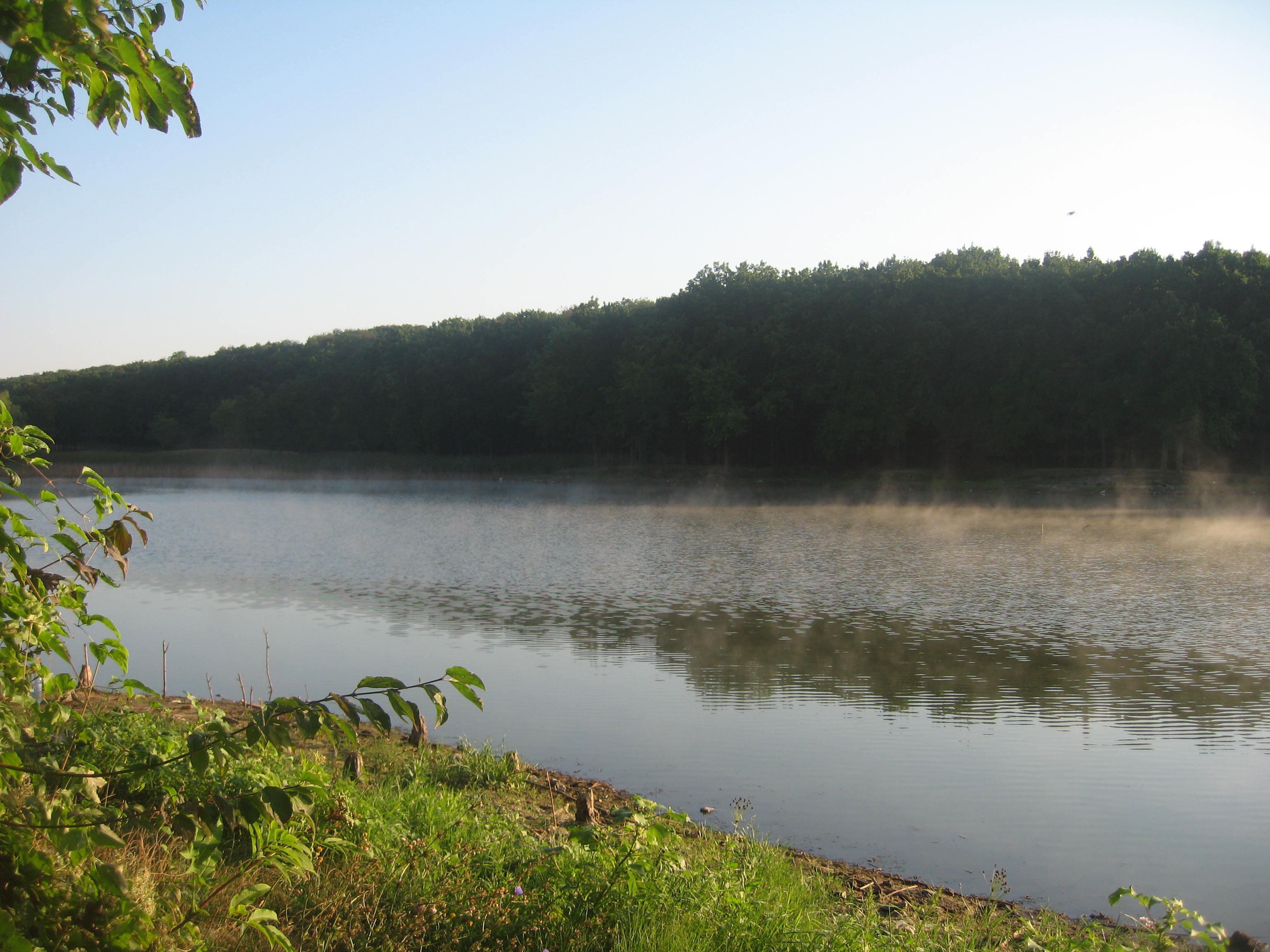
Lacul Ciric III

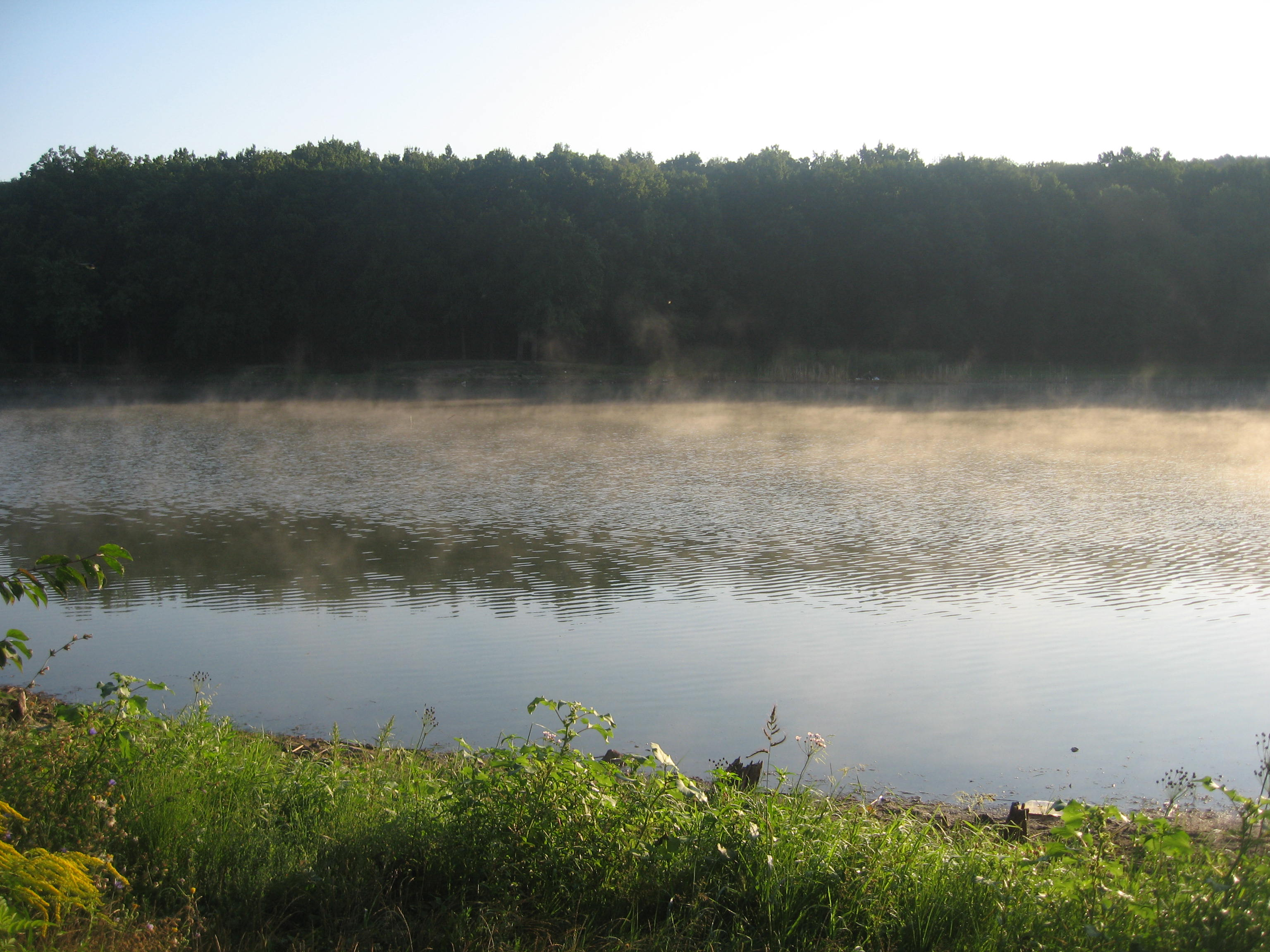
Lacul Ciric III

Lacul Ciric III (denumit impropriu și Lacul Veneția) este un lac de baraj artificial de luncă din Câmpia Moldovei, în partea de nord-est a municipiului Iași. Este construit pe Râul Ciric .
Lacul Ciric III este înconjurat de pădure, aici neexistând amenajări pentru agrement. 